# Bandiera dell'Oblast' di Omsk
La bandiera dell'Oblast' di Omsk è stata adottata il 28 febbraio 2009.

## Descrizione
La bandiera è di forma rettangolare, di proporzioni 2:3. La bandiera è composta da tre bande verticali di uguali dimensioni; bianca quella centrale e rosse le due laterali. Nella banda centrale, è presente una striscia ondulata di colore blu, stilizzazione del fiume Irtyš